# Le Mas
Le Mas (Mas in italiano) è un comune francese di 156 abitanti situato nel dipartimento delle Alpi Marittime della regione della Provenza-Alpi-Costa Azzurra.

## Società

### Evoluzione demografica
Abitanti censiti